# Tetraponera scotti
Tetraponera scotti é uma espécie de formiga do gênero Tetraponera, pertencente à subfamília Pseudomyrmecinae.